# راسيل موريس
راسيل موريس (بالإنجليزية: Russell Morris)‏ هو مغني وكاتب أغاني أسترالي، ولد في 31 يوليو 1948 في أستراليا.

## وصلات خارجية
- الموقع الرسمي
- راسيل موريس على موقع IMDb (الإنجليزية)
- راسيل موريس على موقع ميوزك برينز (الإنجليزية)
- راسيل موريس على موقع ديسكوغز (الإنجليزية)